# ثنائي التكافؤ (علم الوراثة)

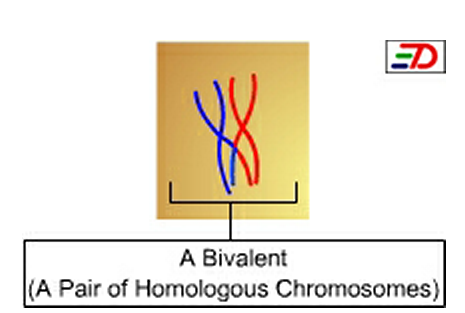
ثنائي التكافؤ

ثنائي التكافؤ أو صبغي ثنائي التكافؤ، الذي يشار إليه أحيانا باسم الرباعي، هو رابطة زوج من الكروموسومات المتماثلة جسديا التي عقدت معا من خلال عبور حمض نووي
واحد على الأقل. هذا التعلق الفيزيائي يسمح لمحاذاة وفصل الكروموسومات المتماثلة في تقسيم الانقسام الأول.

## التكوين
تشكيل ثنائي التكافؤ يحدث خلال التقسيم الأول من الانقسام المنصف. في معظم الكائنات الحية، كل كروموسوم متماثل (يتألف من اثنين من كروماتيدات شقيقة متطابقة) يثير تشكيل فواصل الحمض النووي المزدوج حبلا خلال مرحلة ترقق الصبغيات. يتم إصلاح هذه الفواصل من قبل إعادة التأشيب المتماثل، والذي يستخدم كروموسوم متماثل كقالب للإصلاح. البحث عن الهدف المتماثل، بمساعدة العديد من البروتينات التي يشار إليها مجتمعة باسم مجمع سينابتونيمال، تسبب اثنين متماثلين للزوج الواحد، بين مرحلة ترقق الصبغيات
ومراحل طور التثخن للانقسام الاختلالي. قرار إعادة تركيب الحمض النووي الوسيط في عبور تغييراته بين كروموسومين متماثلين في موقع يسمى تصالبة (الجمع: تصالبات).

## البناء
ثنائي التكافؤ هو جمعية اثنين من كروموسومات متماثلة بعد تبادل حبلا الحمض النووي في موقع واحد على الأقل يسمى تشياسماتا. كل ثنائية التكافؤ تحتوي على الحد الأدنى من التصالبة واحدة ونادرا ما أكثر من ثلاثة. ويرجع هذا العدد المحدود (أقل بكثير من عدد فواصل الحمض النووي التي تبدأ) إلى التداخل المتقاطع، وهو ظاهرة غير مفهومة جيدا تحد من عدد حل أحداث الإصلاح إلى العبور في محيط نتيجة العبور الآخر الموجود مسبقا، مما يحد من مجموع عدد العابرين لكل زوج.

## الوظيفة
وضع الهيكل الخلوي ثنائي التكافؤ تحت توتر عن طريق سحب كل تماثل في الاتجاه المعاكس (على عكس الانقسامية حيث تمارَس على كل كروماتيد). يتم تركيب الهيكل الخلوي للكروموسومات في قطعة مركزية بفضل مجمع بروتين يسمى الحيز الحركي. هذا التوتر يؤدي إلى محاذاة ثنائية التكافؤ في مركز الخلية، التصالب والتماسك البعيد من الصبغة الشقيقة كونها نقطة ارتساء الحفاظ على القوة التي تمارس على الهيكل كله. ومن المثير للإعجاب أن الخلية البيضية الأولية للإنسان تبقى في حالة توتر هذه لعقود (من إنشاء البويضة في الطور الأول أثناء التطور الجنيني، إلى حدث الإباضة في مرحلة البلوغ التي تستأنف الانقسام الانتصافي)، مما يسلط الضوء على متانة التصالبة والتماسك الذي عقد ثنائية التكافؤ معا.